# Otłoczyn-Stacja
Otłoczyn-Stacja (także Otłoczyn Stacja) – nieoficjalna osada wsi Otłoczyn, położona w województwie kujawsko-pomorskim, powiecie aleksandrowskim, gminie Aleksandrów Kujawski.
Miejscowość leży na terenie lasów otłoczyńskich przy linii kolejowej łączącej Kutno z Piłą. Powstała jako osada dla urzędników komory celnej i obsługi stacji kolejowej Otłoczyn na nowo wybudowanej kolei Bydgoszcz – Warszawa.
Obecnie Otłoczyn-Stacja nie jest miejscowością, stanowi niewyodrębnioną część Otłoczyna, a nazwa „Otłoczyn-Stacja” nie jest nazwą urzędową (brak jej w urzędowym wykazie miejscowości). Jednak nazwa ta jest uwzględniana na współczesnych mapach topograficznych i w dokumentach gminy. Według Planu odnowy i rozwoju miejscowości Otłoczyn nazwa Otłoczyn Stacja została nadana w czasach PRL dla części Otłoczyna tradycyjnie nazywanej Osiedle Komornickie lub Komornickie Budy. W przedwojennym wykazie nazw miejscowości osobno wymieniona jest wieś Otłoczyn, a osobno osada stacyjna Otłoczyn, podobnie jest na mapie topograficznej z 1930 r.

## Położenie i przynależność administracyjna
Przysiółek powstał w 1862 roku jako grupa budynków urzędników komory celnej na granicy prusko-rosyjskiej i obsługi stacji kolejowej nowo wybudowanej kolei żelaznej Bydgoszcz - Warszawa.
- w latach 1862–1920 miejscowość administracyjnie należała do gminy Otłoczyn w powiecie Toruń, w prowincji Prusy Zachodnie Królestwa Prus (od 1871 r. część Cesarstwa Niemieckiego)
- w latach 1920–1939 miejscowość administracyjnie należała do województwa pomorskiego, powiatu toruńskiego, gminy Popioły.
- w latach 1945–1975 miejscowość administracyjnie należała do województwa bydgoskiego, powiatu toruńskiego, gminy Otłoczyn.
- W latach 1975–1998 miejscowość administracyjnie należała do województwa włocławskiego, gminy Raciążek a po jej likwidacji od 1976 r. do gminy Aleksandrów Kujawski